# Aldeanueva de Santa Cruz
Aldeanueva de Santa Cruz település Spanyolországban, Ávila tartományban. Aldeanueva de Santa Cruz Santa María de los Caballeros, La Aldehuela, Santiago del Tormes és Avellaneda községekkel határos. Lakosainak száma 102 fő (2024).

## Népesség
A település lakosságának változását az alábbi diagram mutatja:
| Lakosok száma | 194  | 172  | 163  | 151  | 145  | 132  | 119  | 118  | 113  | 102  |
|               | 2001 | 2004 | 2006 | 2009 | 2011 | 2014 | 2016 | 2019 | 2021 | 2024 |